# IQ 151
IQ 151 — персональный компьютер, который производился на ZPA Nový Bor в бывшей Чехословакии. Использовался в основном в школах в чешской части страны, в словацкой части в школах применялся PMD 85.
Недостатки компьютера: обильное выделение тепла, неудобная мембранная клавиатура, недостаток программного обеспечения.

## Технические характеристики
- Процессор: MHB8080 на частоте 2 МГц
- Память: 6 КБ ПЗУ, 32 либо 64 КБ ОЗУ
- Видеорежимы:
  - Текстовый: чёрно-белый, 32 либо 64 символа × 32 строки
  - Графический: чёрно-белый, 512 × 256, при использовании модуля Grafik
- Дисплей: бытовой телевизор
- Клавиатура: 71 клавиша
- Интерфейсы: 5 слотов расширения
- Блок питания встроенный

## Модули расширения

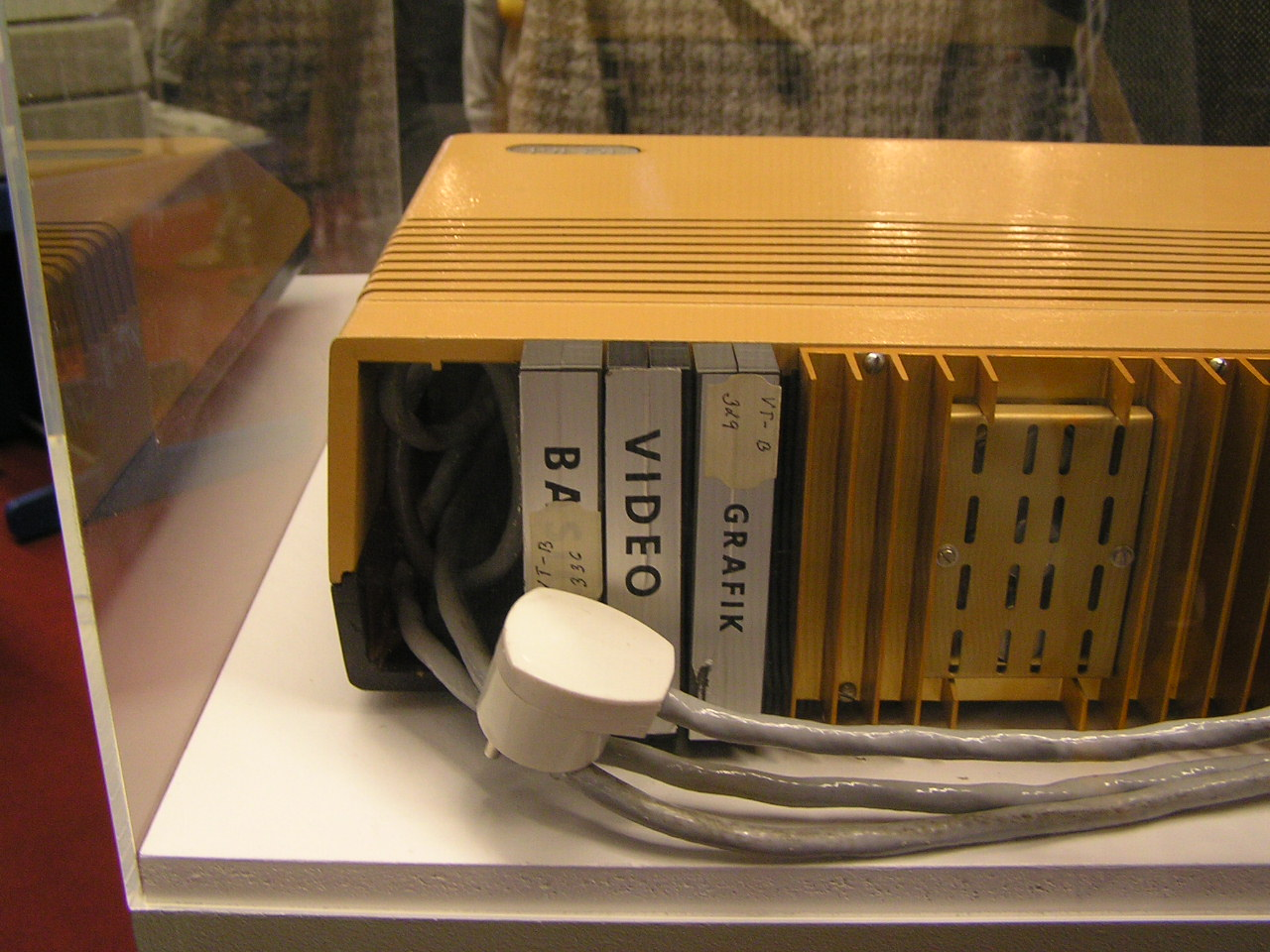
IQ 151 с задней стороны, видны три модуля расширения

Функциональность компьютера зависела от набора модулей, вставленных в пять имеющихся слотов. Как минимум, необходимо было вставить один из модулей Video, генерирующий картинку.
Набор модулей:
- Video 32 — модуль текстового режима 32 символа в строке
- Video 64 — текстовый режим 64 символа в строке
- Grafik — модуль графики 512 × 256
- Basic 6 — Бейсик
- Basic G — интерпретатор Бейсика для использования с модулем Grafik
- Amos/Pascal (16/32kB)
- Amos/Pascal1
- Amos/Assembler
- Disc2 — контроллер дисковода на 8"
- Floppy — интерфейс для подключения привода PFD 251
- Staper — интерфейс принтера
- Sestyk/Sestyk9 — последовательный порт
- SERI — интерфейс локальной сети
- KZD — модуль для подключения кассетного магнитофона KZD-1[1]
- DLPS
- Universal
- Robot
- Milivoltmetr
- MS151, MS151A
- Minigraf — интерфейс плоттера
- GamaCentrum